# Super 2000 World Rally Championship 2011
Die Super 2000 World Rally Championship 2011 war die zweite Saison der Super 2000 World Rally Championship. Sie wurde über acht Rallyes in der Zeit vom 4. März bis zum 23. Oktober im Rahmen der Rallye-Weltmeisterschaft 2011 ausgetragen. Meister wurde Juho Hänninen.

## Teilnehmer
| Nr.         | Team                     | Fahrer                 | Beifahrer             | Fahrzeug                       | Rallyes  |
| ----------- | ------------------------ | ---------------------- | --------------------- | ------------------------------ | -------- |
| 21          | Czech Ford National Team | Martin Prokop          | Jan Tománek           | Ford Fiesta S2000              | 1, 3–8   |
| 22          | MM Motorsport            | Ott Tänak              | Kuldar Sikk           | Ford Fiesta S2000              | 1, 3–8   |
| 23          | Barwa World Rally Team   | Nasser Al-Attiyah      | Giovanni Bernacchini  | Ford Fiesta S2000              | 1–4, 6–8 |
| 24          | Team Quinta do Lorde     | Bernardo Sousa         | António Costa         | Ford Fiesta S2000              | 2–4      |
| 24          | Team Quinta do Lorde     | Bernardo Sousa         | Paulo Babo            | Ford Fiesta S2000              | 5–8      |
| 25          | Red Bull Škoda           | Juho Hänninen          | Mikko Markkula        | Škoda Fabia S2000              | 1, 3–8   |
| 27          | Red Bull Škoda           | Hermann Gassner junior | Katharina Wüstenhagen | Škoda Fabia S2000              | 2–7      |
| 27          | Red Bull Škoda           | Hermann Gassner junior | Timo Gottschalk       | Škoda Fabia S2000              | 8        |
| 26          | ME3 Rally Team           | Karl Kruuda            | Martin Järveoja       | Škoda Fabia S2000              | 1–6, 8   |
| 28          | PS Engineering           | Eyvind Brynildsen      | Cato Menkerud         | Škoda Fabia S2000              | 2–6      |
| 28          | PS Engineering           | Eyvind Brynildsen      | Timo Alanne           | Škoda Fabia S2000              | 7        |
| 28          | PS Engineering           | Craig Breen            | Gareth Roberts        | Ford Fiesta S2000              | 8        |
| 29          | Turán Motorsport         | Frigyes Turán          | Gábor Zsíros          | Ford Fiesta S2000              | 2–8      |
| 30          | PCR Sport                | Albert Llovera         | Diego Vallejo         | Fiat Abarth Grande Punto S2000 | 2–8      |
| Gaststarter |                          |                        |                       |                                |          |
| 49          | Ammar Hijazi             | Ammar Hijazi           | Joseph Matar          | Škoda Fabia S2000              | 2        |
| 49          | Juha Salo                | Juha Salo              | Marko Salminen        | Mitsubishi Lancer Evo X R4     | 5        |
| 50          | Felix Herbold            | Felix Herbold          | Michael Kölbach       | Ford Fiesta S2000              | 6        |
| 49          | Julien Maurin            | Julien Maurin          | Olivier Ural          | Ford Fiesta S2000              | 7        |

Bei jeder Rallye durfte der Veranstalter zwei Gaststarter aus seinem jeweiligen Land nominieren, die punkteberechtigt für die Meisterschaft waren.

## Ergebnisse
| Rallye                                          | Platz | Fahrer               | Fahrzeug          | Gesamtzeit |
| ----------------------------------------------- | ----- | -------------------- | ----------------- | ---------- |
| Rallye Mexiko 4.–6. März 2011                   | 1     | Martin Prokop        | Ford Fiesta S2000 | 4:06:52,0  |
| Rallye Mexiko 4.–6. März 2011                   | 2     | Juho Hänninen        | Škoda Fabia S2000 | + 1:13,7   |
| Rallye Mexiko 4.–6. März 2011                   | 3     | Ott Tänak            | Ford Fiesta S2000 | + 40:07,8  |
|                                                 |       |                      |                   |            |
| Rallye Jordanien 14.–16. April 2011             | 1     | Bernardo Sousa       | Ford Fiesta S2000 | 3:03:33,7  |
| Rallye Jordanien 14.–16. April 2011             | 2     | Karl Kruuda          | Škoda Fabia S2000 | + 21,7     |
| Rallye Jordanien 14.–16. April 2011             | 3     | Hermann Gassner jun. | Škoda Fabia S2000 | + 2:22,1   |
|                                                 |       |                      |                   |            |
| Rallye Sardinien 6.–8. Mai 2011                 | 1     | Ott Tänak            | Ford Fiesta S2000 | 3:52:51,8  |
| Rallye Sardinien 6.–8. Mai 2011                 | 2     | Juho Hänninen        | Škoda Fabia S2000 | + 26,7     |
| Rallye Sardinien 6.–8. Mai 2011                 | 3     | Martin Prokop        | Ford Fiesta S2000 | + 4:17,3   |
|                                                 |       |                      |                   |            |
| Rallye Griechenland 17.–19. Juni 2011           | 1     | Juho Hänninen        | Škoda Fabia S2000 | 4:16:19,0  |
| Rallye Griechenland 17.–19. Juni 2011           | 2     | Bernardo Sousa       | Ford Fiesta S2000 | + 4:54,6   |
| Rallye Griechenland 17.–19. Juni 2011           | 3     | Frigyes Turán        | Ford Fiesta S2000 | + 6:17,3   |
|                                                 |       |                      |                   |            |
| Rallye Finnland 29.–31. Juli 2011               | 1     | Juho Hänninen        | Škoda Fabia S2000 | 2:44:50,7  |
| Rallye Finnland 29.–31. Juli 2011               | 2     | Martin Prokop        | Ford Fiesta S2000 | + 2:37,7   |
| Rallye Finnland 29.–31. Juli 2011               | 3     | Ott Tänak            | Ford Fiesta S2000 | + 3:38,3   |
|                                                 |       |                      |                   |            |
| Rallye Deutschland 19.–21. August 2011          | 1     | Ott Tänak            | Ford Fiesta S2000 | 3:46:04.8  |
| Rallye Deutschland 19.–21. August 2011          | 2     | Nasser Al-Attiyah    | Ford Fiesta S2000 | + 5:38.6   |
| Rallye Deutschland 19.–21. August 2011          | 3     | Frigyes Turán        | Ford Fiesta S2000 | + 8:03.3   |
|                                                 |       |                      |                   |            |
| Rallye Frankreich 30. September–2. Oktober 2011 | 1     | Ott Tänak            | Ford Fiesta S2000 | 3:17:52,1  |
| Rallye Frankreich 30. September–2. Oktober 2011 | 2     | Eyvind Brynildsen    | Škoda Fabia S2000 | + 2:33,7   |
| Rallye Frankreich 30. September–2. Oktober 2011 | 3     | Martin Prokop        | Ford Fiesta S2000 | + 2:40,7   |
|                                                 |       |                      |                   |            |
| Rallye Katalonien 21.–23. Oktober 2011          | 1     | Juho Hänninen        | Škoda Fabia S2000 | 4:19:28,5  |
| Rallye Katalonien 21.–23. Oktober 2011          | 2     | Nasser Al-Attiyah    | Ford Fiesta S2000 | + 14,9     |
| Rallye Katalonien 21.–23. Oktober 2011          | 3     | Martin Prokop        | Ford Fiesta S2000 | + 57,7     |

## Wertung
Meisterschaftspunkte wurden an die Teilnehmer der SWRC für ihre Platzierung im SWRC-Ergebnis jeder Rallye nach folgendem Schema vergeben:
| Punktewertung | Punktewertung | Punktewertung | Punktewertung | Punktewertung | Punktewertung | Punktewertung | Punktewertung | Punktewertung | Punktewertung | Punktewertung |
| ------------- | ------------- | ------------- | ------------- | ------------- | ------------- | ------------- | ------------- | ------------- | ------------- | ------------- |
| Platz         | 1             | 2             | 3             | 4             | 5             | 6             | 7             | 8             | 9             | 10            |
| Punkte        | 25            | 18            | 15            | 12            | 10            | 8             | 6             | 4             | 2             | 1             |

| Pos. | Fahrer                 | MEX | JOR | ITA | GRE | FIN | GER | FRA | ESP | Punkte |
| ---- | ---------------------- | --- | --- | --- | --- | --- | --- | --- | --- | ------ |
| 1    | Juho Hänninen          | 2   |     | 2   | 1   | 1   | 4   | 5   | 1   | 133    |
| 2    | Ott Tänak              | 3   |     | 1   | DNF | 3   | 1   | 1   | 6   | 113    |
| 3    | Martin Prokop          | 1   |     | 3   | 5   | 2   | 6   | 3   | 3   | 106    |
| 4    | Bernardo Sousa         |     | 1   | DNF | 2   | 6   | 8   | 4   | DNF | 67     |
| 5    | Hermann Gassner junior |     | 3   | 5   | 4   | 4   | 7   | DNF | 5   | 65     |
| 6    | Karl Kruuda            | 4   | 2   | 6   | 8   | 7   | 5   |     | 7   | 64     |
| 7    | Nasser Al-Attiyah      | DSQ | DNF | 4   | 6   |     | 2   | DNF | 2   | 56     |
| 8    | Eyvind Brynildsen      |     | 5   | DNF | 7   | DNF | DNS | 2   |     | 34     |
| 9    | Albert Llovera         |     | 4   | DNF | 9   | DNF | DNS | DNS | 8   | 18     |
| 10   | Craig Breen            |     |     |     |     |     |     |     | 4   | 12     |
| 11   | Julien Maurin          |     |     |     |     |     |     | 6   |     | 8      |
| 12   | Juha Salo              |     |     |     |     | 8   |     |     |     | 4      |
| 13   | Felix Herbold          |     |     |     |     |     | 9   |     |     | 2      |
| DSQ  | Frigyes Turán          |     | DNF | 7   | 3   | 5   | 3   | DNF | DNS | –      |
| Pos. | Fahrer                 | MEX | JOR | ITA | GRE | FIN | GER | FRA | ESP | Punkte |

| Farbe   | Abkürzung          | Bedeutung                                                                 |
| ------- | ------------------ | ------------------------------------------------------------------------- |
| Gold    | –                  | Sieg                                                                      |
| Silber  | –                  | 2. Platz                                                                  |
| Bronze  | –                  | 3. Platz                                                                  |
| Grün    | –                  | Platzierung in den Punkten                                                |
| Blau    | –                  | Klassifiziert außerhalb der Punkteränge                                   |
| Violett | DNF                | Rallye nicht beendet (did not finish)                                     |
| Schwarz | DSQ                | Während oder nach der Rallye disqualifiziert (disqualified)               |
| Weiß    | DNS                | nicht am Start (did not start)                                            |
| Ohne    | 1 2 3              | hochgestellte Zahlen sind punkteberechtigte Platzierungen der Power-Stage |
| Ohne    | keine WM-Teilnahme |                                                                           |
| Ohne    | INJ                | verletzt oder krank (injured)                                             |
| Ohne    | EX                 | An der Teilnahme an der Rallye ausgeschlossen (excluded)                  |
| Ohne    | DNA                | nicht erschienen (did not arrive)                                         |
| Ohne    | †                  | verstorben                                                                |